# Pilea picta
Pilea picta là loài thực vật có hoa trong họ Tầm ma. Loài này được Herzog miêu tả khoa học đầu tiên năm 1915.